# Nynke Schepers
Nynke Jetske (Nynke) Schepers (Maracaibo, 21 januari 1935) is een Nederlandse beeldend kunstenaar.

## Leven en werk
Schepers werd in 1935 in Venezuela geboren als dochter van de mijningenieur - en latere directeur van de Koninklijke Shell Groep - Lijkle Schepers en Charlotte Elizabeth Wigersma. Zij werd tot beeldend kunstenaar opgeleid aan de École des Beaux-Arts in Genève en van 1955 tot 1960 aan de Rijksakademie van beeldende kunsten in Amsterdam. Haar leermeesters waren Piet Esser, Jaap Luttge en Max Weber.
Schepers bekwaamde zich op een breed terrein van de beeldende kunst. Ze was werkzaam als beeldhouwer, medailleur, tekenaar, aquarellist en pastellist. Daarnaast was zij werkzaam als docent aan de Rijksakademie in Amsterdam. Tot haar leerlingen behoorden Aart Schonk en Adri van Rooijen. In 1961 werd haar beeldhouwwerk bekroond met de zilveren Prix de Rome. Haar Vader en kind was in eerste instantie bedoeld voor de Vroom & Dreesman in Amstelveen, maar werd in 2003 onder de nieuwe naam Vadermonument geplaatst op begraafplaats Zorgvlied, Amstelveen.
Schepers was getrouwd met de architect Evert Jelle Jelles.

## Werk in de publieke ruimte
- Ariadne, 1982, Lelystad
- Vader met kind, 1967, Amsterdam (sinds 2003 op Zorgvlied)